# Elli Hirsch

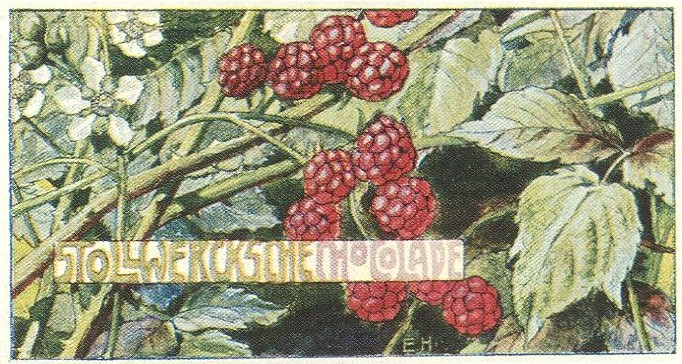
Brombeerstrauch (1900)

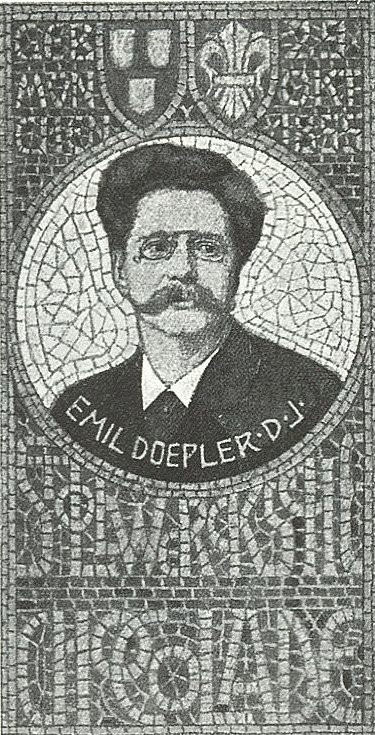
Emil Doepler (1900)

Aurelie Hirsch (verh. Doepler, * 23. März 1873 in Berlin; † 6. Februar 1943 im Ghetto Theresienstadt) war eine deutsche Grafikerin, Illustratorin und Designerin.

## Leben
Elli Hirsch wurde in Berlin in eine jüdische Familie geboren. An der Kunstschule und der Lehranstalt des Kunstgewerbemuseums absolvierte sie eine Ausbildung; ihr Lehrer war Emil Doepler. Ihr erstes bekanntes Werk ist ein Werbeplakat für Bockbier aus dem Jahr 1899, das in der Zeitschrift Propaganda ausgiebig besprochen wurde. In derselben Mosaikmanier, in der sie dieses Plakat gestaltet hatte, schuf sie ihre frühen Bilderserien für Stollwerck, etwa die Serie „Deutsche Meister“, in der sie auch Personen aus Doeplers Freundeskreis porträtierte. Insgesamt sind über 100 Bilder erhalten, die Elli Hirsch im Laufe von etwa acht Jahren für Stollwerck schuf. Daneben gestaltete sie Verpackungen, Plakate, Inserate, Exlibris und Illustrationen.
Elli Hirsch heiratete 1909 ihren ehemaligen Lehrer Doepler. Nach dessen Tod im Jahr 1922 behielt sie die gemeinsame Wohnung in der Berliner Uhlandstraße bei, bis sie während der Zeit des Nationalsozialismus daraus vertrieben wurde. Im Herbst 1942 wurde sie nach Theresienstadt deportiert. Dort starb sie im sogenannten „Altersheim“.

## Stollwerck-Serien
- Deutsche Meister I, Album 4, Gruppe 165, 1900
- Deutsche Meister II, Album 4, Gruppe 166, 1900
- Obst-Bäume, Album 4, Gruppe 175, 1900
- Eßbare Beeren, Album 4, Gruppe 196, 1900
- In- und ausländische Früchte, Album 5, Gruppe 211, 1902
- In- und ausländische Kulturgewächse, Album 5, Gruppe 212, 1902
- Kletter-Vögel V, Album 5, Gruppe 235, 1902
- Kletter-Vögel VI, Album 5, Gruppe 236, 1902
- Klettervögel, Album 6, Gruppe 282, 1903
- Raubvögel, Album 6, Gruppe 283, 1903
- Dichtung und Darstellung, Album 8, Gruppe 361, 1905
- Die Kleine mit den Glöckchen, Album 9, Gruppe 373, 1906/07
- Die Wichtelmänner, Album 9, Gruppe 374, 1906/07
- Der dumme Jack, Album 9, Gruppe 388, 1906/07
- Die Schlange und das Äffchen, Album 9, Gruppe 397, 1906/07
- Glanzzeit der italienischen Malerei, Album 10, Gruppe 426, 1908
- Berühmte Erzgießer und Baumeister, Album 10, Gruppe 427, 1908
- Aeltere deutsche Meister der Tonkunst, Album 10, Gruppe 442, 1908
- Deutsche Klassiker, Album 10, Gruppe 444, 1908